# Essence (philosophie)
Pour les articles homonymes, voir Essence.
 (mai 2016).
L'essence (du latin essentia, du verbe esse, être, traduction du grec ousia) désigne en métaphysique « ce que la chose est », sa nature, par distinction d'avec l'existence, qui est « l'acte d'exister », et d'avec l'accident, qui est ce qui appartient à la chose de manière contingente. L'essence est ce qui répond à la question du « qu’est-ce que cela est ? » pour un être.
Le concept d'essence est un concept central de la métaphysique, à ce titre il a une longue et riche histoire : d'abord élaboré dans la philosophie grecque par Platon et Aristote, il a connu ensuite un grand nombre de reprises et réélaborations jusqu'au sein de la philosophie contemporaine, en particulier avec la phénoménologie de Husserl.

## Histoire du concept

### Dans la philosophie grecque

#### L'essence chez Platon
Platon voyait l’essence (ousia) comme idée. Les individus de cette espèce, sont les choses sensibles; ils sont des copies ou des imitations imparfaites des idées. Les idées sont des modèles. Les idées sont pures et éternelles, sont séparées du monde des sens, et sont la réalité authentique.
Les philosophes réalistes / idéalistes croyaient que l’essence était séparée des choses, qu’elle les déterminait. Par exemple, l’idée de la beauté, en ce qui concerne les belles choses. Platon est un réaliste (ou un idéaliste objectif) : ce réalisme métaphysique consiste à soutenir la thèse de l'existence de formes ou d’archétypes extérieurs et indépendants de nous, archétypes qui servent de modèles aux choses du monde sensible, au devenir. Ce sont ces archétypes qui constituent la réalité de toutes choses, leur essence par quoi nous pouvons les penser, permettant ainsi à la science et la philosophie, d'avoir une assise immuable. La réalité des choses sensibles, est inférieure. Les choses du monde sensible, en perpétuel devenir, participent à ces archétypes ou formes, dont elles reçoivent le nom. L'image est un peu celle d’un moule et des beignets qu’il fabriquerait et dont la similitude suggérerait l’existence.

#### L'essence chez Aristote
Le concept d'essence a été élaboré à partir de la philosophie d'Aristote, le terme latin essentia ayant été introduit en philosophie par Boèce pour traduire certains usages du terme grec ousia dans les traités d'Aristote. Plus précisément, l'essence correspond à ce qu'Aristote nommait l’ousia seconde (deutera ousia), par exemple l'homme en général (l'humanité) ou le cheval en général (la chevalinité). Elle est conçue par opposition avec l’ousia première (protê ousia), par exemple tel cheval ou tel homme, que Boèce traduira par substance (substantia).
Au sein d'une substance, on distingue ainsi ses propriétés essentielles de ses propriétés accidentelles. Les propriétés essentielles sont celles qui font que la substance est ce qu'elle est, si l'une d'entre elles disparaît, la substance cesse d'être. Une propriété accidentelle est une propriété « qui appartient à une chose et qu'on peut dire vrai d'elle mais non de façon nécessaire ni de façon générale ». (Métaphysique 30-, 1025 a 14 et suivant E, 2, 1026 b et suivant). Par exemple, la cire de la chandelle de Descartes est solide tandis que la cire fondue qui coule le long de son chandelier est liquide : il y a eu changement d'un accident (solide/liquide) mais non de substance (la cire reste de la cire). L'accident appartient à la chose pour soi mais n'entre pas dans son essence.

### Dans la théologie catholique médiévale
Dans la théologie thomiste, il est admis qu'en Dieu l'essence et l'existence sont une seule et même chose ; Dieu est de par sa propre essence, son essence (sa définition, en quelque sorte) est d'exister (« Je suis celui qui est », dans le Livre de l'Exode, 3, 14). En revanche, l'essence de l'homme n'implique pas l'existence. L'homme est donc un étant qui tient son existence d'autre chose ; c'est cette relation de dépendance qui fonde le lien religieux de la créature à son créateur. L'homme ne serait pas sans Dieu.

### Dans les traditions ésotériques
Dans le gnosticisme, l'essence correspond à l'âme, que possèdent psychiques et pneumatiques.
Dans les enseignements de l'ésotériste Georges Gurdjieff, « l'essence est purement émotionnelle. Elle est tout d'abord le résultat des données héréditaires qui précèdent la formation de la personnalité et, plus tard, uniquement celui de l'influence ultérieure des sensations et des sentiments au milieu desquels l'homme vit, se développe. (...) Le centre de gravité de l'essence est le centre émotionnel ».

### L'essence chez Husserl
Edmund Husserl propose une fausse idealität de l’essence : l’essence fait l'objet intentionnel : ce qui est vis-à-vis à la conscience. L'essence fait ainsi pour lui l'objet de ce qu'il appelle l'eidétique. Comme réalité en soi, existant indépendamment de la subjectivité intentionnelle constituante, l'essence est encore objet de l'ousiologie.

## En métaphysique: essentialisme vs existentialisme
L'existentialisme assure que l’existence est empirique et ne permet pas de connaître les êtres : c'est le domaine de l'accidentel et du contingent, du multiple et de l'altérité irréductible. À l'inverse, l'essentialisme place l'essence comme le fruit non contingent de l'existence du sujet. Chez Heidegger, l'essence de l’homme consiste à se comprendre en tant qu'être-là, i.e. en tant qu'existence. Dans le premier cas, dont Descartes est un représentant, l'abstraction essentielle de l'existence donne l'essence, et inversement dans le second, comme chez Sartre.
La distinction entre essence et existence prend un nouveau relief dans la philosophie existentialiste de Jean-Paul Sartre qui fera un usage nouveau de cette distinction dans son application l'être humain. Sartre affirme, dans L'existentialisme est un humanisme, que, pour l'être humain, « l’existence précède l'essence ». L'homme existe avant d'être défini, et ce sont ses actions qui définiront son essence, donc ce qu'il est. Ceci va à rebours de la métaphysique classique qui à la suite de Platon pense que l'existence est une réalisation d'une essence prédéfinie.

## Théorie de la connaissance
Dans le domaine de la connaissance, l'essence est l'objet de la définition du concept d'une chose. Dans la mesure où l'on admet que l'on ne peut connaître scientifiquement que ce qui est nécessaire et général, la science a pour objet de connaître les essence des choses.
Pour autant, toutes les essences ne se valent pas quand on vient à les connaître en tant que telles, c'est-à-dire en tant que réalité : Platon distingue ainsi réalité sensible et réalité intelligible ou idéelle, la première ne tenant son essence que de la seconde ; mais les secondes échappent à la connaissance commune des hommes, qui manquent donc une part de réalité.

### Essence et apparence
L'apparence apparaît comme le contraire de la réalité (res, rei : chose), qui n'est pas dans le domaine de l'idée : en effet, on distingue aisément l'idée, de la chose dont on a une idée. Cette distinction introduit le questionnement métaphysique sur la réalité des apparences, et sur sa pluralité qui s'oppose à l'identité de l'essence.

## En éthique: l'essence comme structure normative
L'essence étant le ce que c'est d'un être, elle en est la structure normative ; en conséquence, pour l'homme, le fait d'être humain impose des règles à l'individu singulier, dont l'individuation contingente est inessentielle et ne fonde donc aucune valeur éthique. L'éthique sera alors pour un homme particulier l'effort de son existence à rejoindre son essence (son être humain).

## Critique du concept d'essence
La critique de cette distinction passe habituellement par la négation de l'essence, soit comme réalité, soit comme être intelligible par l'homme. C'est le cas par exemple dans le scepticisme et chez Nietzsche. Cette négation se transforme parfois en nihilisme, puisqu'il n'est plus possible de faire de la réalité un objet intelligible doué de sens et que les valeurs de l'éthique ne trouvent plus aucun fondement certain.
Un argument contre le concept d'essence est que le devenir n'admet aucune réalité stable, car l'idée d'un être immuable est contradictoire, et que ce que l'on nomme essence n'est qu'un agrégat éphémère de forces ou d'atomes. La conséquence de la négation de l'essence est l'affirmation de la seule existence. René Descartes s'est dit être « une substance dont toute l'essence ou la nature n'est que de penser ». Jean-Paul Sartre définit l'essence : c'est « tout ce que la réalité humaine saisit d'elle-même comme ayant été ».